# 스코어 (2001년 영화)
《스코어》(영어: The Score)는 2001년 개봉한 미국의 하이스트 영화이다. 

## 줄거리
전설적인 금고털이범 닉 웰스는 이제 은퇴 후 자신의 여자친구 다이앤과 재즈 클럽을 운영하면서 평범하고 합법적인 생활을 하며 몬트리올에 정착하려 한다.
어느 날 오랜 친구이자 파트너로서 일해온 장물아비 맥스에게 재정적인 문제가 생기게 되고, 이에 닉에게 마지막으로 한탕 크게 할 것을 제안하게 된다. 맥스는 이번 계획을 위해 젊고, 공격적인 유능한 도둑인 잭 텔러를 끌어들이게 되고 최고의 금고 털이 기술을 가지고 있는 닉을 설득하여 잭과 함께 대박을 터트리려 한다.
각자의 이익과 한 목표를 위해 모인 그들이지만 또 다른 각자의 꿍꿍이를 숨긴 채 전대미문의 몬트리올 세관 금고 털이 계획이 진행되는데...

## 출연
- 로버트 드니로 - 닉 웰스 역
- 에드워드 노턴 - 잭 텔러 역
- 말런 브랜도 - 맥스(막스) 역
- 앤절라 배싯 - 다이앤 역
- 게리 파머 - 버트 역
- 제이미 해럴드 - 스티븐 역
- 폴 솔스 - 대니 역
- 서지 후드 - 로란(로랑) 역
- 마르탱 드랭빌 - 장클로드 역
- 마크 커매초 - 새퍼스틴의 사촌 역

## 기타 제작진
- 배역: 마저리 심킨
- 미술: 잭슨 더고비아
- 세트: K.C. 폭스
- 의상: 오드 브론슨 하워드